# El Yagual
El Yagual är en ort i Mexiko.   Den ligger i kommunen San Juan Bautista Tuxtepec och delstaten Oaxaca, i den sydöstra delen av landet, 400 km öster om huvudstaden Mexico City. El Yagual ligger 58 meter över havet och antalet invånare är 367.
Terrängen runt El Yagual är huvudsakligen platt, men söderut är den kuperad. Terrängen runt El Yagual sluttar norrut. Runt El Yagual är det ganska tätbefolkat, med 139 invånare per kvadratkilometer. Närmaste större samhälle är Tuxtepec, 7,9 km norr om El Yagual. Omgivningarna runt El Yagual är en mosaik av jordbruksmark och naturlig växtlighet.